# Estación Clucellas
Estación Clucellas es una localidad que se encuentra en la región centro de la provincia de Santa Fe, en el sector occidental y alto del departamento Castellanos. La altura sobre el nivel del mar es de 105 m.
Está situada a unos 15 km de la Ruta Nacional 34 que une Rosario con Tartagal, empalmando con la Ruta Panamericana. Dista a unos 53 km de la ciudad de Rafaela cabecera departamental, a 110 km de la Ciudad de Santa Fe y 572 km de Buenos Aires. Está ubicada sobre la ruta provincial 13 y a 4 km de la Autovía Ruta Nacional 19, que une Santa Fe con Córdoba. El distrito posee 15 800 ha.

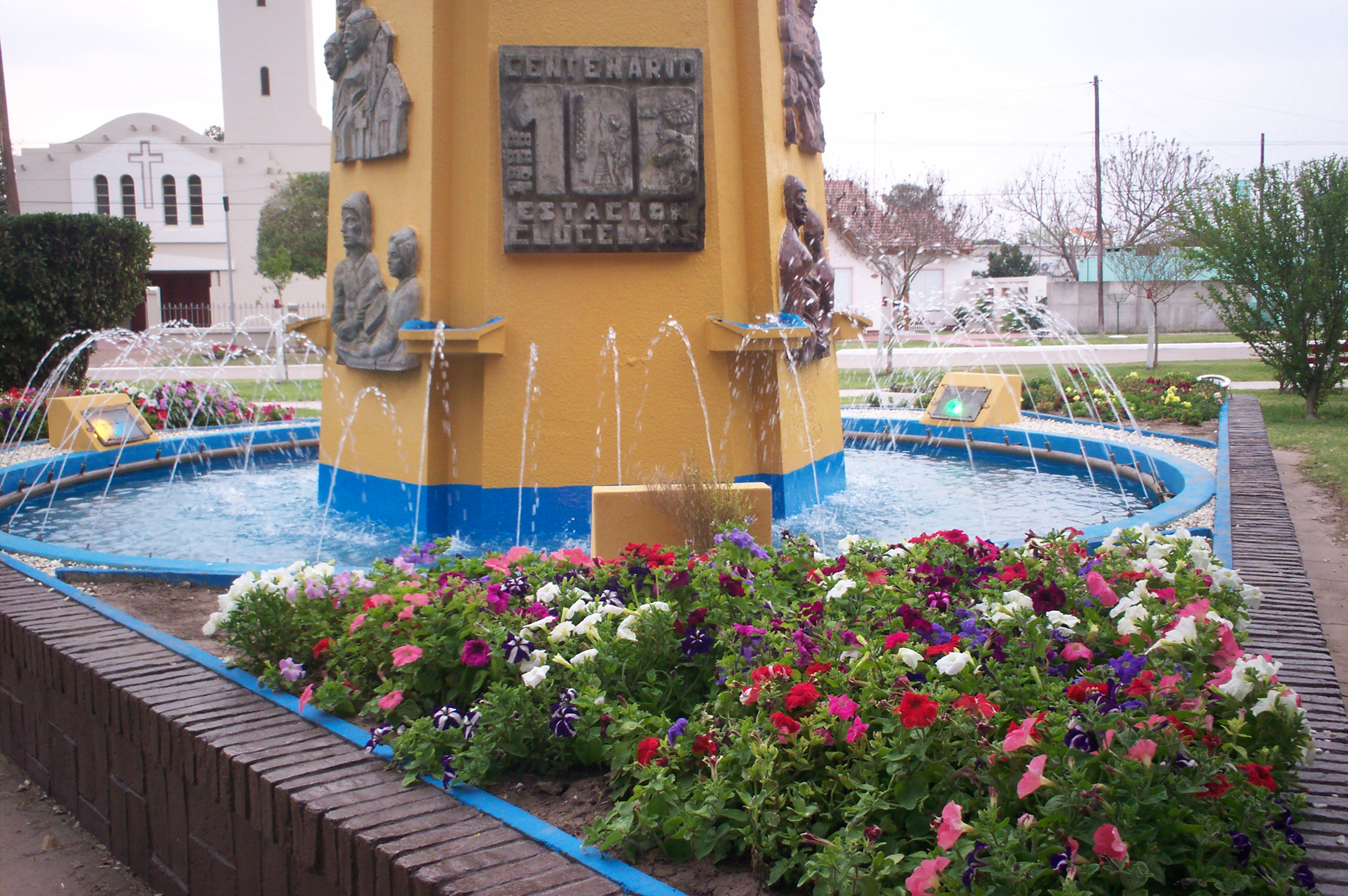
Plaza General San Martín

## Historia
Estación Clucellas no tiene fecha de fundación. En 1881, los hermanos Francisco y José Clucellas adquieren seis leguas cuadradas a los herederos de José María Cullen, aproximadamente a 90 kilómetros de Santa Fe, en dirección centro-oeste, así nace la Colonia Clucellas, y su primer centro poblacional, donde hoy se encuentra la plaza Clucellas. En 1887 se aprueba una traza ferroviaria que uniría la localidad santafesina de Pilar, con la provincia de Córdoba, dicho ramal acento una estación en la colonia Clucellas. El primero de enero de 1888, transita por primera vez un tren sobre el ramal ferroviario, lo que da inicio a la historia de Estación Clucellas. 
Poco a poco los primeros caseríos se divisan en la localidad, fruto del auge del ferrocarril, cabe aclarar que la actividad agropecuaria siempre fue base de las actividades económicas de la localidad, en un primer momento la compañía de los hermanos Clucellas, arrendaba campos a colonos que trabajaban la tierra.
Desde 1888, la jurisdicción administrativa de Estación Clucellas, estuvo en manos de la comuna de Plaza Clucellas. El 10 de enero de 1931, un grupo de pobladores de Estación Clucellas logrará la autonomía comunal, formando la primera comisión de fomento.

## Instituciones
A nivel educacional, cuenta con una escuela primaria (Escuela N.º 403 Provincia de Mendoza), una escuela secundaria (EESO Nro. 588 Fortín Romero) y la Biblioteca Popular Estación Clucellas. Además, acoge al Club Sportivo Libertad fundado en 1941.
Dentro de sus servicios a la comunidad tiene a la Comisaría N.º 6, un centro de salud del Sistema para la Atención Médica de la Comunidad de Santa Fe, la capilla de Nuestra Señora de la Merced y una Mutual (CSL).

## Medios de Comunicación
Dentro de sus medios de comunicación locales se encuentra Radio Génesis 105.9, fundada en el año 2000 y de alcance regional.
✓ Kuarzo Radio FM 92.1 MHz señal distintiva ENACOM LRV747 fundada en el año 2022 afectando con su señal una amplia región.
✓ Kuarzo TV, canal 28 en la grilla de "Más Región Televisión HD" presente en 24 localidades de la región centro/oeste de la provincia de Santa Fe.

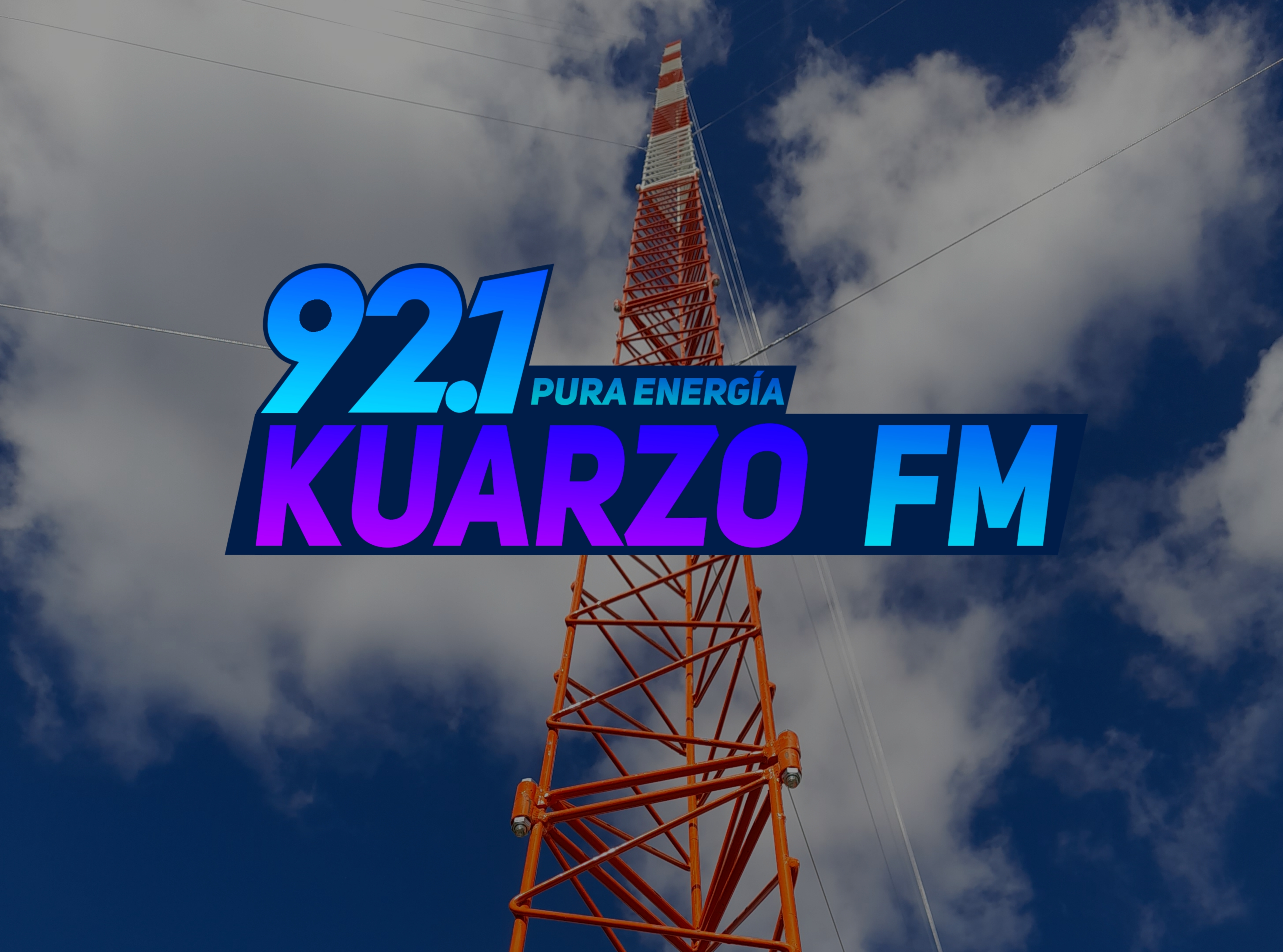
Torre de transmisión Kuarzo Radio

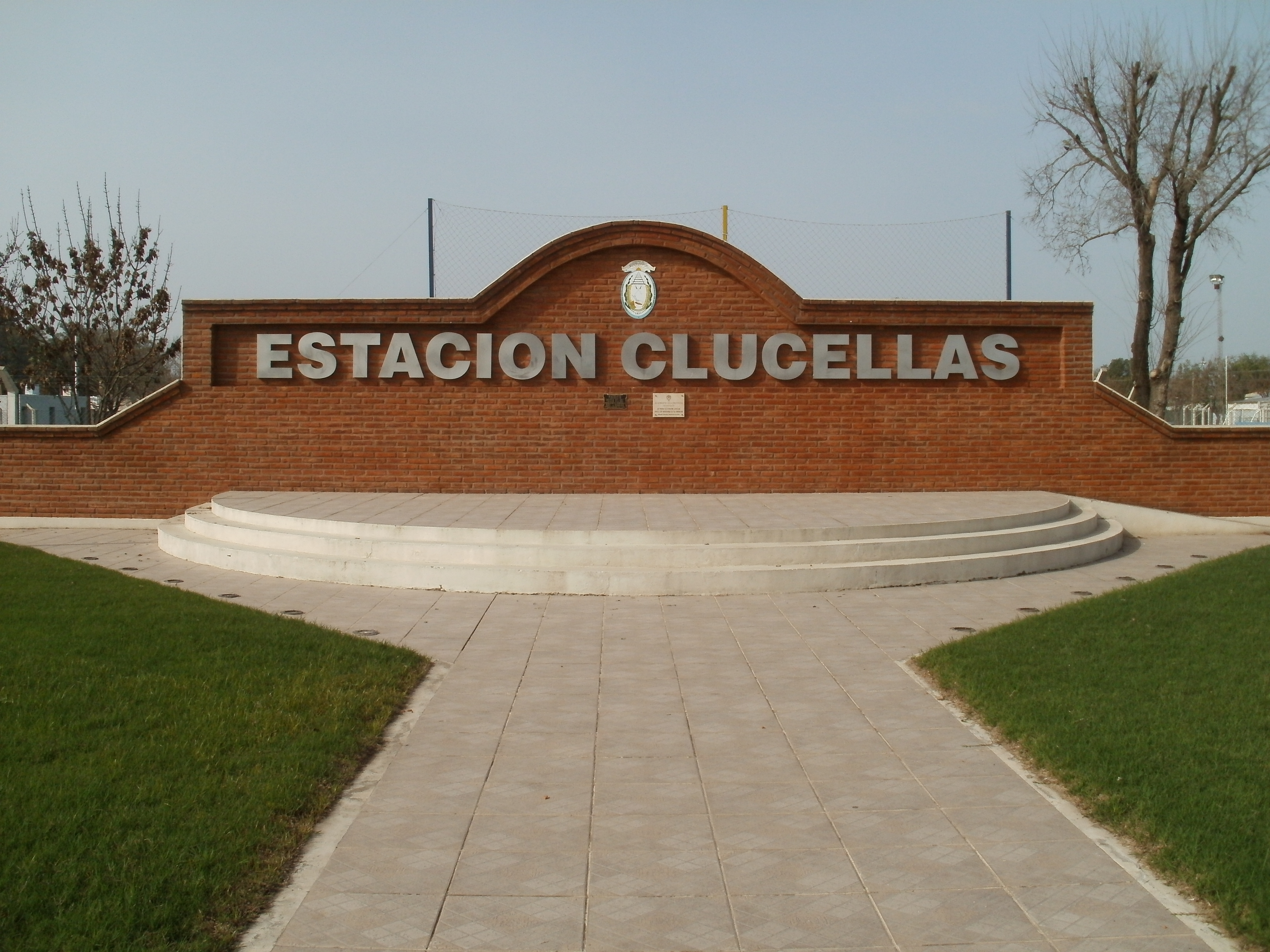
Plazoleta Puesta del Sol

## Fiestas patronales
La Fiesta Patronal se celebra cada 24 de septiembre, en honor a la virgen Nuestra Señora de la Merced. Se realiza una misa solemne, que es la más concurrida del año. Ese mismo día, conjunto a los colegios e instituciones del pueblo se lleva a cabo una procesión encabezada por la Santa Patrona en torno a la plaza pública.

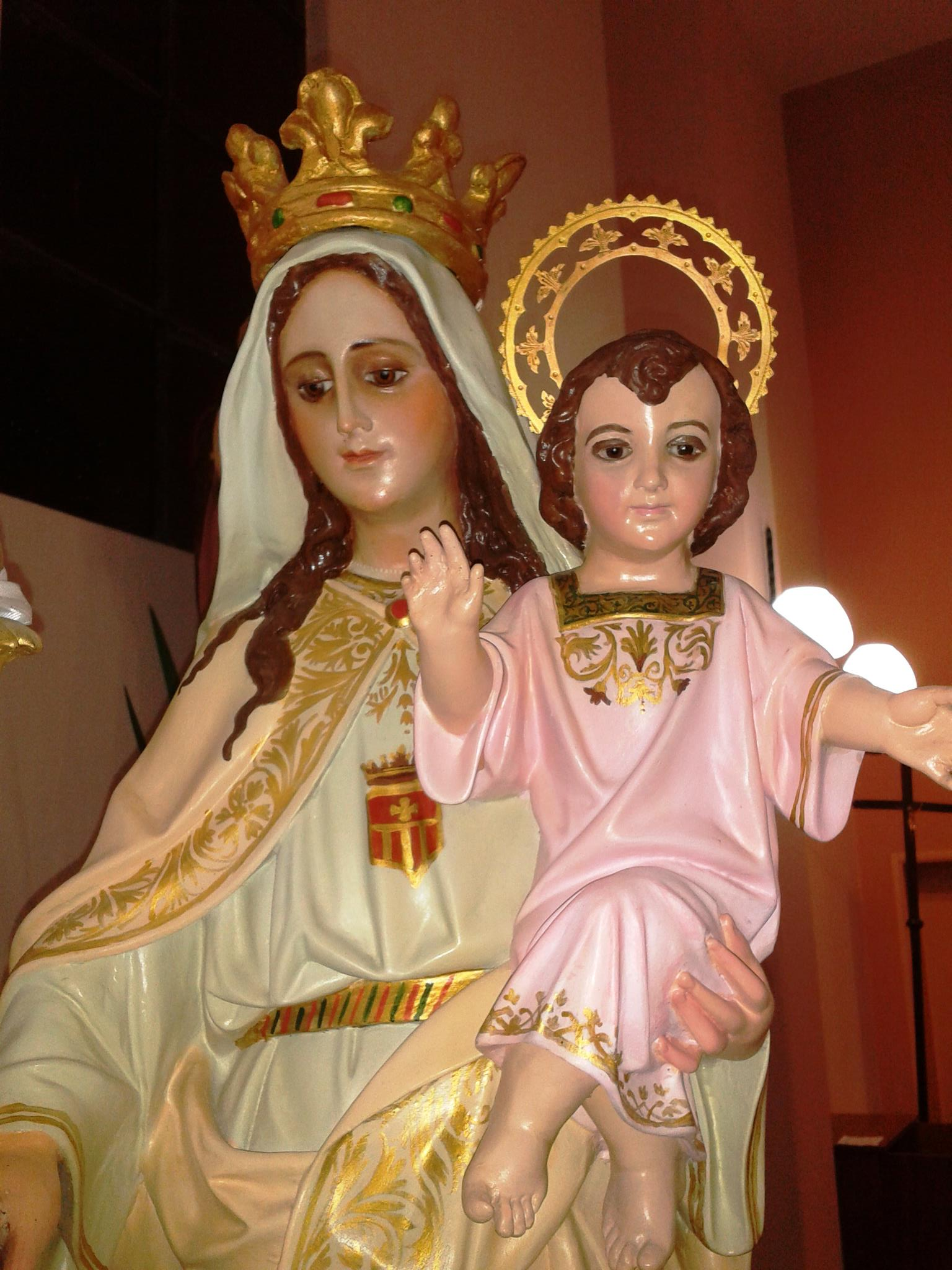
Imagen de Nuestra Señora de la Merced de la capilla de Estación Clucellas

Coincidiendo con las Patronales, también se realizan los actos conmemorativos a los inmigrantes, ya que Estación Clucellas es sede permanente de la Fiesta Provincial del Día del Inmigrante.

## Eventos Turísticos Provinciales
La localidad de Estación Clucellas cuenta con eventos trascendentales que gracias al esfuerzo de las instituciones que los organizan, han conseguido relevancia a nivel provincial, siendo reconocidos por toda la región y convirtiéndose en fiestas tradicionales en la zona. Además, la localidad es la única en la región que posee dos eventos Provinciales.
Fiesta Provincial del Pre-Carnaval
Este tradicional evento familiar organizado por Biblioteca Popular Estación Clucellas se celebra el segundo fin de semana de enero de cada año y es la apertura en la región de todos los carnavales de la zona. Participa la comparsa local, Mburucuyá Verá y comparsas invitadas de pueblos o ciudades vecinas y grupos y artistas musicales de gran nivel. El sello distintivo de la fiesta es la participación de niños, jóvenes y adultos no solo de la localidad sino también de la región que participan como integrantes de la comparsa, logrando así que muchas familias de otras localidades estén directamente vinculadas con el evento y esto es lo que lo hace un evento multitudinario.
Fiesta Provincial Día del Inmigrante
Esta fiesta celebra los orígenes de la comunidad haciendo honor a aquellas familias extranjeras, principalmente europeas, que forjaron las tradiciones y la identidad del pueblo. Se celebra a finales del mes de septiembre de cada año con la particularidad de que cada institución del pueblo coordinados por la secretaría de cultura se identifican con un país de las primeras corrientes inmigratorias y elaboran un stand de comidas típicas, vestimenta, información y tradiciones que rememoren los antepasados de la comunidad. También hay espectáculos en el escenario con bailes y música tradicional de los países en cuestión, la Elección de la Reina y un show de humor para cerrar la jornada.